# Iglesia del Carmen (Alcañiz)
La Iglesia del Carmen sita en la calle Padre Nicolás Sancho, 2, con vuelta a Calle Carmen, en Alcañiz, comarca del Bajo Aragón, Provincia de Teruel, es un templo católico declarado Bien Catalogado del Patrimonio Cultural Aragonés por Orden de 30 de septiembre de 2002, del Departamento de Cultura y Turismo del Gobierno de Aragón.

## Historia
La iglesia, que pertenecía al convento del Carmen de Alcañiz se construyó en el siglo XVII, datación reforzada por la presencia en la hornacina que remata el arco de acceso de la portada de la fachada principal, con la inscripción de la fecha de 1695.
En el año 2009 el arzobispado de Zaragoza, estableció un convenio con la Fundación Quílez Llisterri de arte y cultura, mediante el cual se procedía a la cesión del “derecho real de uso” de la iglesia del Carmen para diversas actividades culturales, durante un periodo de cinco años prorrogables en sucesivos períodos idénticos de tiempo. De esta manera, el templo, no dejaría de estar de cierto modo abierto al culto, pero compaginaría el mismo con la realización en sus instalaciones de actos culturales tales como conciertos de música y otro tipo de manifestaciones artísticas. Al tiempo, la Fundación tiene autoridad para realizar obras de conservación, acondicionamiento y mejora del edificio, siempre que cuenten con la supervisión previa de los técnicos que designe la diócesis y aprobación por parte de ésta, siendo el responsable de las comunicaciones de estos permisos y supervisiones el párroco responsable de la iglesia.
Más tarde, a principios del año 2012, el Ayuntamiento de Alcañiz (repesentado por el alcalde en ese momento, Juan Carlos Gracia; y la Fundación Quílez Llisterri, representada, a su vez, por el presidente del Patronato de la Fundación Quílez Llisterri, Ángel Quílez.) firmaron un acuerdo (de dos años de duración, prorrogables automáticamente si ninguna de las dos partes dice lo contrario seis meses antes de su finalización) para impulsar la rehabilitación de la iglesia del Carmen y convertirla en un espacio cultural "compatible con el mantenimiento ocasional del culto religioso". Para supervisar su cumplimiento, se dará lugar a una Comisión de Seguimiento encargada de ir valorando los avances realizados y los posibles pasos a dar en el futuro.

## Descripción
Se trata de un edificio del siglo XVIII construido siguiendo las pautas del estilo barroco. Para su construcción se utilizó mampostería y sillar.
De planta de tres naves (siendo la central más ancha y alta que las laterales) y cinco crujías la central y cuatro las laterales, acabando la nave central en la capilla mayor, que presenta a ambos lados unos espacios rectangulares prolongación de las naves laterales.
La cubierta de las naves se lleva a cabo con bóvedas de cañón en la que se disponen lunetos para dar iluminación al interior. Presenta además coro alto a los pies de la nave central, sobre un arco rebajado decorado con estucos.
Por su parte, la capilla Mayor presenta planta poligonal y su cubierta es una con bóveda de horno o de cuarto de esfera, decorada a modo de venera o concha, por lo que también se la conoce como bóveda de concha o bóveda “avenerada”, que arranca de trompas de ángulo.
Por último, de su interior queda por resaltar la presencia de un retablo, el que ocupa el lugar de retablo mayor obra de Jaime Nogués, que posiblemente fue acabado en 1717. Del retablo original sólo se conserva la estructura de fábrica de cal y canto, a que sufrió graves daños durante la contienda civil del 36. La iglesia posee otros retablos barrocos, de menor importancia artística y de los que sólo se ha conservado la mazonería.
También posee un claustro de planta cuadrangular con galería porticada, de fábrica de sillar y estilo renacentista con dos plantas de arquerías sobre columnas, que actualmente es parte de los juzgados de la ciudad.
Presenta decoración con yeserías de tradición mudéjar en los intradoses de los arcos.
Una de sus puertas de acceso, la que se situaba en el muro lateral derecho está actualmente cegada. Se trataba de una puerta en arco de gran rosca, de medio punto en el intradós y apuntado en el trasdós.
Si nos centramos en su exterior destaca la fachada de la iglesia situada a los pies de la nave central, estando formada la portada, que presenta una estructura en forma de retablo de dos cuerpos: el inferior abre el acceso en arco de medio punto y el superior se articuló mediante una hornacina, en la que se observa la fecha de 1695; ambos huecos van flanqueados por columnas salomónicas; y la torre, construida en sillar, con tres cuerpos (separados por una imposta moldurada): los dos primeros de planta cuadrada y el tercero octogonal (con arcos de medio punto cegados, salvo los que tienen hueco para las campanas), pasando de una planta a otra mediante torreoncillos de ángulo. El remate de la torre es una sencilla cornisa moldurada con un chapitel semiesférico.